# Kimberly Foster
Kimberly Foster (n. 6 iulie 1961) este o actrita americana, care a interpretat rolul Michelle Stevens în filmul serial distribuit de către CBS Dallas, în perioada 1989-1991.